# Martin Hilb
Martin Hilb (* 26. Mai 1948 in St. Gallen) ist ein Schweizer Betriebswirtschaftler. Er ist emeritierter Professor für Betriebswirtschaftslehre mit besonderer Berücksichtigung des Personalmanagements an der Universität St. Gallen.

## Leben und Wirken
Martin Hilb lehrte von 1985 bis 2000 an der University of Dallas (Texas), der Singapore Management University und am EIASM in Brüssel.
Beruflich war er vor seiner wissenschaftlichen Karriere für Nestlé in Vevey, Martin & Co in Berlin und Schering-Plough in Kenilworth (New Jersey), zuletzt als Direktor der Essex Chemie tätig. Er verfügt über weltweite Beratungserfahrung im Bereich des Board- und Personalmanagements.
Im Jahre 2010 ist Hilb an der World Conference on Quality in St. Louis (Missouri) von der International Academy of Quality mit einer Gold-Medaille in Corporate Governance „... for exceptional contributions to the principles and practice of quality in governance“ ausgezeichnet worden. Hilb ist nach Ira Millstein, dem führenden US-amerikanischen Governance Experten von der Yale School of Management in New York, erst der zweite Wissenschaftler, der diese internationale Auszeichnung erhalten hat.
Hilb ist insbesondere für sein nachhaltiges Führungsmodell bekannt, welches er in seinem in sieben Sprachen erschienenen Standardwerk über „New Corporate Governance“ umfassend beschreibt. Er ist ein Anhänger eines ganzheitlichen und nachhaltigen Modells der Führung und Aufsicht von Unternehmen. Dieser innovative Ansatz wurde im Januar 2010 vom Global Governance Forum der Weltbank in Washington, D.C. in Kurzform herausgegeben.
Derzeit ist er geschäftsführender Direktor des Instituts für Führung und Personalmanagement (I.FPM) an der Universität St. Gallen. Er ist Mitglied des Vorstands und Präsident des Swiss Instituts of Directors (SIOD), ein Verein, der den gezielten Wissens- und Erfahrungsaustausch unter aktiven Verwaltungsrätinnen und Verwaltungsräten von Unternehmen und Organisationen in der Schweiz bezweckt.

## Werke (Auswahl)
- mit Joachim Schoss, Lucy Küng: Wirksame Governance von Medienunternehmen: Ganzheitliche Gestaltung und Aufsicht von Medienunternehmen in der Schweiz. 1. Auflage. Haupt Verlag, Bern 2015, ISBN 978-3-258-07909-7 (138 S.).
- mit Balz Hösli, Roland Müller: Wirksame Führung und Aufsicht von Öffentlichen Unternehmen: New Public Corporate Governance. Teil 1: Die betriebswirtschaftliche Dimension. Hrsg.: Martin Hilb (= VR- und GL-Praxis). 1. Auflage. Haupt, Bern 2013, ISBN 978-3-258-07789-5, S. 11–52 (129 S., eingeschränkte Vorschau in der Google-Buchsuche).
- Redesigning Corporate Governance: Lessons learned from the global financial crisis (= Journal of Management & Governance. Vol. 15, Nr. 4). Springer Science+Business Media, November 2011, ISSN 1385-3457, S. 533–538, doi:10.1007/s10997-010-9131-8 (englisch).
- Integrierte Corporate Governance. Springer Science+Business Media, Berlin 2011 (254 S.).
- New Corporate Governance: From good guidelines to great practice (= Corporate Governance. Vol. 13, Nr. 5). 2005, ISSN 0964-8410, S. 569–581 (englisch).